# Jamie Babbit

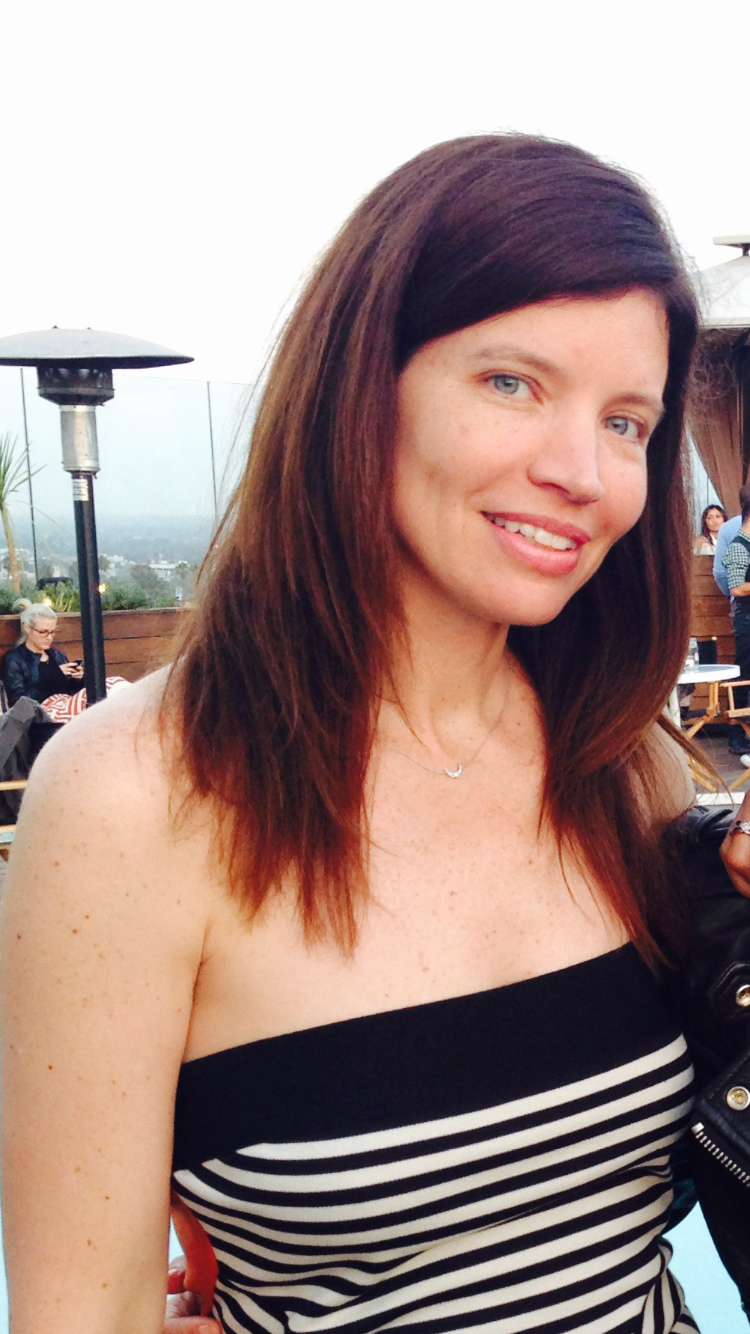
Jamie Babbit, 2016

Jamie Babbit (* 16. November 1970 in Shaker Heights, Ohio) ist eine US-amerikanische Filmregisseurin, Drehbuchautorin und Filmproduzentin.

## Leben
Babbit verbrachte ihre Kindheit in Cleveland, Ohio. Ihr Vater war Rechtsanwalt und Hochschullehrer für Rechtswissenschaften und ihre Mutter leitete ein Sozialisierungsprogramm New Directions für Teenager mit Drogen- und Alkoholproblemen. Nach ihrer Schulzeit studierte Babbit am Barnard College westafrikanische Studien, die sie 1993 beendete. Danach wechselte Babbit an die New York University. Nach ihrem Studium arbeitete Babbit als Produktionsassistentin für Martin Scorsese an dem Film Zeit der Unschuld, danach für John Sayles an dem Film The Secret of Roan Inish und für David Fincher bei The Game.
1996 drehte Babbit ihren ersten Kurzfilm Frog Crossing über Tierschutzaktivisten, die Frösche an Autobahnen schützen. 1999 folgte ihr Kurzfilm Sleeping Beauties und ihr erster abendfüllender Spielfilm Weil ich ein Mädchen bin. In den folgenden Jahren drehte und produzierte sie die Spielfilme Itty Bitty Titty Committee und The Quiet – Kannst du ein Geheimnis für dich behalten? und Folgen verschiedener Fernsehserien, z. B. Malcolm mittendrin, Nip/Tuck – Schönheit hat ihren Preis, Gilmore Girls, Castle, Alias – Die Agentin, Alles Betty!, Drop Dead Diva, Rizzoli & Isles und The L Word – Wenn Frauen Frauen lieben.
Babbits Lebensgefährtin war die Filmproduzentin Andrea Sperling, mit der sie zwei Kinder gemeinschaftlich erzog.
Babbit ist Mitglied des Honorary Board of Directors der gemeinnützigen Organisation Power Up, die auch zwei ihrer Filme produzierte. Das Ziel von Power Up (Professional Organization of Women in Entertainment Reaching Up!) ist, vor allem lesbischen Frauen größeren Freiraum in der Kunst- und Medienlandschaft zu verschaffen. Zusätzlich engagierte sie sich bei Künstlergruppen wie den Guerilla Girls und in der Pro-Choice-Bewegung, die für das Recht auf Abtreibung eintritt.

## Filmografie (Auswahl)
- 1996: Frog Crossing (Kurzfilm)
- 1999: Sleeping Beauties (Kurzfilm)
- 1999: Weil ich ein Mädchen bin (But I’m a Cheerleader)
- 2001: Stuck (Kurzfilm)
- 2001–2007: Gilmore Girls (Fernsehserie, 18 Episoden)
- 2004: A Memoir to My Former Self (Kurzfilm)
- 2005: The Quiet – Kannst du ein Geheimnis für dich behalten? (The Quiet)
- 2007: Itty Bitty Titty Committee
- 2009–2013: Drop Dead Diva (Fernsehserie)
- 2014–2015: Looking (Fernsehserie, 3 Episoden)
- 2014–2015: Married (Fernsehserie, 9 Episoden)
- 2015–2016: Rizzoli & Isles, 3 Episoden
- 2014–2017: Girls (Fernsehserie, 4 Episoden)
- 2017: Girlboss (Fernsehserie, 3 Episoden)
- 2017: Silicon Valley (Fernsehserie, 6 Episoden)
- 2017: It’s Always Sunny in Philadelphia (3 Episoden)
- 2017: The Orville (Fernsehserie, 1 Episode)
- seit 2021: Only Murders in the Building (7 Episoden)
- 2024: My Lady Jane (Fernsehserie)